# Teoria Ryana-Pitmana

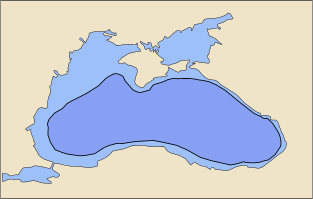
Morze Czarne obecnie (jasnoniebieskie) i w 5600 p.n.e. (ciemnoniebieskie) według kontrowersyjnej teorii Ryana-Pitmana.

Teoria Ryana-Pitmana – hipoteza mówiąca, że ok. 5600 roku p.n.e. obszar wokół Morza Czarnego został zalany. Opublikowali ją w 1996 roku dwaj naukowcy z Uniwersytetu Columbia – William B.F. Ryan i Walter C. Pitman. Zanim doszło do kataklizmu, Morze Czarne było według nich słodkowodnym jeziorem zasilanym przez rzeki uchodzące do niego i niosące wody powstałe z topniejących lodowców górskich i lądolodu skandynawskiego.
Lustro Morza Czarnego znajdowało się o ponad 120 metrów poniżej ówczesnego poziomu morza, który stale się podnosił po zakończeniu ostatniego zlodowacenia, aż wzbierające wody przerwały naturalną „groblę” oddzielającą Morze Śródziemne od dna obecnego Morza Czarnego. Olbrzymia masa wód runęła przez cieśninę Bosfor, tworząc ze słodkowodnego jeziora akwen słonowodny o znacznie większej powierzchni – dzisiejsze Morze Czarne. Szacuje się, że strumień wody, który przelewał się z Morza Śródziemnego i zalewał depresję nadczarnomorską, był dwieście razy większy od strumienia wodospadu Niagara.
Wyrównywanie poziomu wody w sąsiadujących zbiornikach wodnych trwało kilkadziesiąt lat i doprowadziło zdaniem autorów teorii do migracji ludności zamieszkującej zalewane obszary. Migracja ta miała być bezpośrednią przyczyną rozprzestrzenienia się wczesnego rolnictwa na obszarze Europy i Azji. Z tą częścią teorii nie zgadzają się archeolodzy, zdaniem których neolit preceramiczny istniał już na terenie Europy (Bałkany) 500 lat przed datą czarnomorskiego „potopu”.